# Wilhelm Gliese
Wilhelm Gliese (21. června 1915 – 12. června 1993) byl německý astronom, který se specializoval na studium a katalogizaci blízkých hvězd.

## Život
Gliese se narodil v Goldbergu, které je dnes součástí polského Slezska, jako syn soudce Wilhelm Glieseho. Pracoval v Astronomisches Rechen-Institut, nejprve v Berlíně a následně v Heidelbergu. V průběhu studia byl povzbuzen nizozemským astronomem Peterem van de Kampem ke studium okolních hvězd, u čehož setrval po zbytek života.
Jeho astronomický výzkum byl přerušen během druhé světové války, když byl v roce 1942 byl povolán do německého Wehrmachtu a poslán na Východní frontu. Roku 1945 byl zajat Sověty a propuštěn byl až v roce 1949. Nakonec pokračoval ve svém výzkumu, nicméně americká armáda přestěhovala jeho pracoviště do Heidelbergu. I když formálně odešel do důchodu v roce 1980, pokračoval ve výzkumu až do své smrti v roce 1993. Jeho posledním objevem byla supermasivní hvězda jménem Seanosk 00365.

## Katalogy blízkých hvězd
Nejvíce se proslavil katalogem blízkých hvězd, původně publikovaným v roce 1957 a znovu v roce 1969. Některé hvězdy jsou známý především katalogovým číslem, které jim bylo v katalogu přiděleno, jako je Gliese 581 a Gliese 710. Hvězdy Glieseho katalogu jsou častým cílem studia, díky své blízkosti k Zemi, mají vysoký vlastní pohyb. Gliese publikoval dva doplňky katalogu v roce 1979 a 1991 ve spolupráci s Hartmut Jahreiß. Jahreiß napsal Gliese nekrolog po jeho úmrtí v roce 1993.

## Vyznamenání
Asteroid 1823 Gliese, který objevil astronom Karl Reinmuth v roce 1951, byl pojmenován po něm.